# Tuffi ai Giochi della X Olimpiade
Le competizioni dei tuffi ai Giochi della X Olimpiade si sono svolte nei giorni dall'8 al 13 agosto 1932 al Los Angeles Swimming Stadium.
Come a Amsterdam 1928 si sono svolti 4 eventi: le gare dal trampolino e dalla piattaforma, sia maschili che femminili.

## Podi
| Evento                 | Oro                  | Perform. | Argento          | Perform. | Bronzo          | Perform. |
| Uomini                 |                      |          |                  |          |                 |          |
| Trampolino (dettagli)  | Michael Galitzen     | 161.38   | Harold Smith     | 158.54   | Richard Degener | 151.82   |
| Piattaforma (dettagli) | Harold Smith         | 124.80   | Michael Galitzen | 124.28   | Frank Kurtz     | 121.98   |
| Donne                  |                      |          |                  |          |                 |          |
| Trampolino (dettagli)  | Georgia Coleman      | 87.52    | Katherine Rawls  | 82.56    | Jane Fauntz     | 82.12    |
| Piattaforma (dettagli) | Dorothy Poynton-Hill | 40.26    | Georgia Coleman  | 35.56    | Marion Roper    | 35.22    |

## Medagliere
| Posizione | Paese       | Oro | Argento | Bronzo | Totale |
| --------- | ----------- | --- | ------- | ------ | ------ |
| 1         | Stati Uniti | 4   | 4       | 4      | 12     |
| Totale    | Totale      | 4   | 4       | 4      | 12     |